# SIAI S.23
Die SIAI S.23 war ein Ausbildungsflugboot des italienischen Flugzeugherstellers SIAI-Marchetti. Es wurde für die Ausbildung der Wasserflugzeugpiloten genutzt.

## Geschichte
Die SIAI S.16 war ein zuverlässiges Flugzeug aus eigener Produktion, das für die Ausbildung von Wasserflugzeugpiloten geeignet war. Die S.23 beruhte auf der Konstruktion des S.16-Flugbootes und hatte ein doppelsitziges offenes Cockpit. Die Maschine ließ sich von beiden Sitzen aus steuern, so dass sie für die Ausbildung geeignet war.

## Technik
Die S.23 war wie die S.16 ein Doppeldeckerflugboot mit kanuförmigem Holzrumpf mit einem Motoren, der wie bei den Vorgängern mittig an der oberen Tragfläche befestigt war. Die Tragflächen waren, wie auch schon bei den Vorgängermaschinen SIAI S.8 bis SIAI S.21, mit Leinen bespannt und mit Holmen und Stahldrähten am Rumpf befestigt. Die S.23 war für die geplante Ausbildung mit einem Isotta Fraschini V.6 mit 160 PS und einer Vierblatt Luftschraube ausgerüstet, wobei der Motor als Druckmotor arbeitete. Die Motorbefestigung wurde aus Stahlholmen gefertigt.

## Technische Daten
| Kenngröße             | Daten                                        |
| --------------------- | -------------------------------------------- |
| Besatzung             | 2                                            |
| Länge                 | 9,97 m                                       |
| Spannweite            | 15,5 m                                       |
| Höhe                  | 3,67 m                                       |
| Flügelfläche          | 52 m²                                        |
| Leermasse             | 1852 kg                                      |
| Startmasse            | 2652 kg                                      |
| Antrieb               | ein Isotta Fraschini V.6 mit 160 PS (118 kW) |
| Reisegeschwindigkeit  | 130 km/h                                     |
| Höchstgeschwindigkeit | 141 km/h                                     |
| Dienstgipfelhöhe      | 4000 m                                       |
| Reichweite            | ca. 1000 km                                  |
| Bewaffnung            | –                                            |